# Исаковщина (Великолукский район)
Исаковщина — деревня в Великолукском районе Псковской области России. Входит в состав сельского поселения «Пореченская волость».
Расположена в 54 км к югу от райцентра Великие Луки и в 15 км к юго-западу от волостного центра Поречье. Южнее примыкает деревня Жигари.

## Население
Численность населения деревни по состоянию на 2000 год составляла 11 жителей, на 2010 год — 6 жителей.